# Maackia hwashanensis
Maackia hwashanensis är en ärtväxtart som beskrevs av Wen Tsai Wang. Maackia hwashanensis ingår i släktet Maackia och familjen ärtväxter. Inga underarter finns listade i Catalogue of Life.